# Xya capensis
Xya capensis är en insektsart som först beskrevs av Henri Saussure 1877.  Xya capensis ingår i släktet Xya och familjen Tridactylidae.

## Underarter
Arten delas in i följande underarter:
- X. c. albilobata
- X. c. capensis